# مارگان (سپیدان)
مارگون (سپیدان)، روستایی از توابع بخش مرکزی شهرستان سپیدان در استان فارس ایران است.ابشار مارگون در نزدیکی این روستا قرار دارد.

## جمعیت
این روستا در دهستان کمهر قرار دارد و براساس سرشماری مرکز آمار ایران در سال ۱۳۸۵، جمعیت آن ۲۲۶ نفر (۵۵خانوار) بوده‌است..مردم این شهرستان به زبان لری صحبت میکنند.